# Rustom Lim
Pour les articles homonymes, voir Lim.
Rustom Lim, né le 8 juillet 1993 à Manille, est un coureur cycliste philippin.

## Palmarès et résultats

### Palmarès par année
- 2011
  -  Médaillé de bronze du championnat d'Asie sur route juniors
- 2013
  - 8e étape de la Ronda Pilipinas
- 2014
  - 13e étape de la Ronda Pilipinas
- 2015
  - 4e étape de la Ronda Pilipinas
  - 2e du championnat des Philippines sur route espoirs
  - 3e du championnat des Philippines du contre-la-montre espoirs
- 2016
  - 5e étape de la Ronda Pilipinas II
  - 4e étape de la Ronda Pilipinas III
  - 1re étape du Jelajah Malaysia[n 1]
  - 2e de la Ronda Pilipinas III
  - 3e de la Ronda Pilipinas II
- 2017
  - 3e du Jelajah Malaysia
- 2018
  - 3e du championnat des Philippines du contre-la-montre
- 2019
  - 6e étape du Tour de Singkarak
- 2023
  -  Champion des Philippines du contre-la-montre

### Classements mondiaux
| Année                                 | 2012 | 2013 | 2014 | 2015 | 2016  | 2017  | 2018  | 2019  | 2020  | 2021 | 2022  | 2023  | 2024  |
| ------------------------------------- | ---- | ---- | ---- | ---- | ----- | ----- | ----- | ----- | ----- | ---- | ----- | ----- | ----- |
| Classement mondial                    |      |      |      |      | 2051e | 1481e | 2281e | 2338e | 1453e | nc   | 2885e | 1650e | 2783e |
| UCI Asia Tour                         | 143e | 295e | nc   | 140e | 400e  | 248e  | 450e  | 228e  | 101e  | nc   | 340e  | nc    | nc    |
|                                       |      |      |      |      |       |       |       |       |       |      |       |       |       |
| Légende : nc = non classéSource : UCI |      |      |      |      |       |       |       |       |       |      |       |       |       |